# SNCAO
SNCAO (Société nationale des constructions aéronautiques de l'ouest：西部航空機製造公社) は、かつてフランスに存在した航空機メーカーである。
第二次世界大戦の直前、1936年にフランス政府が民間の航空機製造会社を国営化し、統合して6つの地域公社に再編した際に設立された国営企業で、SNCAOはブレゲーのブゲネ工場とロワール・ニューポールのサン＝ナゼール工場、イシー＝レ＝ムリノー工場を統合したものである。
4年後の1940年にSNCASO(Société nationale des constructions aéronautiques du Sud Ouest：南西航空機製造公社) に吸収統合されたため、開発機種は少なかった。

## 機種
- SNCAO 30（英語版） - 1938年に初飛行。複座の小型飛行艇。2機のみ試作。
- SNCAO CAO.200（英語版） - 1939年に初飛行。単座戦闘機。1機のみ試作。
- SNCAO CAO.600（英語版） - 1940年に初飛行。双発偵察/雷撃機。1機のみ試作。
- SNCAO CAO.700（英語版） - 1940年に初飛行。4発重爆撃機。1機のみ試作。